# Lista de finais em duplas mistas do Australian Open
Esta é a lista de finais em duplas mistas do Australian Open.
Australasian Championships (1922–1926) e Australian Championships (1927–1968) referem-se à era amadora. Australian Open, a partir de 1969, refere-se à era profissional ou aberta.

## Por ano

### Era aberta
| Ano                                      | Campeões                                                          | Vice-campeões                                                     | Resultado                                   | Piso |
| ---------------------------------------- | ----------------------------------------------------------------- | ----------------------------------------------------------------- | ------------------------------------------- | ---- |
| 2025                                     | Olivia Gadecki John Peers                                         | Kimberly Birrell John-Patrick Smith                               | 3–6, 6–4, [10–6]                            |      |
| 2024                                     | Hsieh Su-wei Jan Zieliński                                        | Desirae Krawczyk Neal Skupski                                     | 65–7, 6–4, [11–9]                           |      |
| 2023                                     | Luisa Stefani Rafael Matos                                        | Sania Mirza Rohan Bopanna                                         | 7–62, 6–2                                   |      |
| 2022                                     | Kristina Mladenovic Ivan Dodig                                    | Jaimee Fourlis Jason Kubler                                       | 6–3, 6–4                                    |      |
| 2021                                     | Barbora Krejčíková Rajeev Ram                                     | Samantha Stosur Matthew Ebden                                     | 6–1, 6–4                                    |      |
| 2020                                     | Barbora Krejčíková Nikola Mektić                                  | Bethanie Mattek-Sands Jamie Murray                                | 5–7, 6–4, [10–1]                            |      |
| 2019                                     | Barbora Krejčíková Rajeev Ram                                     | Astra Sharma John-Patrick Smith                                   | 7–63, 6–1                                   |      |
| 2018                                     | Gabriela Dabrowski Mate Pavić                                     | Tímea Babos Rohan Bopanna                                         | 2–6, 6–4, [11–9]                            |      |
| 2017                                     | Abigail Spears Juan Sebastián Cabal                               | Sania Mirza Ivan Dodig                                            | 6–2, 6–4                                    |      |
| 2016                                     | Elena Vesnina Bruno Soares                                        | Coco Vandeweghe Horia Tecău                                       | 6–4, 4–6, [10–5]                            |      |
| 2015                                     | Martina Hingis Leander Paes                                       | Kristina Mladenovic Daniel Nestor                                 | 6–4, 6–3                                    |      |
| 2014                                     | Kristina Mladenovic Daniel Nestor                                 | Sania Mirza Horia Tecău                                           | 6–3, 6–2                                    |      |
| 2013                                     | Jarmila Gajdošová Matthew Ebden                                   | Lucie Hradecka Frantisek Cermak                                   | 6–3, 7–5                                    |      |
| 2012                                     | Bethanie Mattek-Sands Horia Tecău                                 | Elena Vesnina Leander Paes                                        | 6–3, 5–7, [10–3]                            |      |
| 2011                                     | Katarina Srebotnik Daniel Nestor                                  | Chan Yung-jan Paul Hanley                                         | 6–3, 3–6, [10–7]                            |      |
| 2010                                     | Cara Black Leander Paes                                           | Ekaterina Makarova Jaroslav Levinsky                              | 7–5, 6–3                                    |      |
| 2009                                     | Sania Mirza Mahesh Bhupathi                                       | Nathalie Dechy Andy Ram                                           | 6–3, 6–1                                    |      |
| 2008                                     | Sun Tiantian Nenad Zimonjić                                       | Sania Mirza Mahesh Bhupathi                                       | 7–64, 6–4                                   |      |
| 2007                                     | Elena Likhovtseva Daniel Nestor                                   | Victoria Azarenka Max Mirnyi                                      | 6–4, 6–4                                    |      |
| 2006                                     | Martina Hingis Mahesh Bhupathi                                    | Elena Likhovtseva Daniel Nestor                                   | 6–3, 6–3                                    |      |
| 2005                                     | Samantha Stosur Scott Draper                                      | Liezel Huber Kevin Ullyett                                        | 6–2, 2–6, 7–66                              |      |
| 2004                                     | Elena Bovina Nenad Zimonjić                                       | Martina Navrátilová Leander Paes                                  | 6–1, 7–6                                    |      |
| 2003                                     | Martina Navrátilová Leander Paes                                  | Eleni Daniilidou Todd Woodbridge                                  | 6–4, 7–5                                    |      |
| 2002                                     | Daniela Hantuchová Kevin Ullyett                                  | Paola Suárez Gastón Etlis                                         | 6–3, 6–2                                    |      |
| 2001                                     | Corina Morariu Ellis Ferreira                                     | Barbara Schett Joshua Eagle                                       | 6–1, 6–3                                    |      |
| 2000                                     | Rennae Stubbs Jared Palmer                                        | Arantxa Sanchez Vicario Todd Woodbridge                           | 7–5, 7–63                                   |      |
| 1999                                     | Mariaan de Swardt David Adams                                     | Serena Williams Max Mirnyi                                        | 6–4, 4–6, 7–65                              |      |
| 1998                                     | Venus Williams Justin Gimelstob                                   | Helena Suková Cyril Suk                                           | 6–2, 6–1                                    |      |
| 1997                                     | Manon Bollegraf Rick Leach                                        | Larisa Savchenko Neiland John-Laffnie de Jager                    | 6–3, 56–7, 7–5                              |      |
| 1996                                     | Larisa Savchenko Neiland Mark Woodforde                           | Nicole Arendt Luke Jensen                                         | 4–6, 7–5, 6–0                               |      |
| 1995                                     | Natasha Zvereva Rick Leach                                        | Gigi Fernández Cyril Suk                                          | 7–64, 36–7, 6–4                             |      |
| 1994                                     | Larisa Savchenko Neiland Andrei Olhovskiy                         | Helena Suková Todd Woodbridge                                     | 7–5, 76–7, 6–2                              |      |
| 1993                                     | Arantxa Sánchez Vicario Todd Woodbridge                           | Zina Garrison Jackson Rick Leach                                  | 7–5, 6–4                                    |      |
| 1992                                     | Nicole Provis Mark Woodforde                                      | Arantxa Sánchez Vicario Todd Woodbridge                           | 6–3, 4–6, 11–9                              |      |
| 1991                                     | Jo Durie Jeremy Bates                                             | Robin White Scott Davis                                           | 2–6, 6–4, 6–4                               |      |
| 1990                                     | Natasha Zvereva Jim Pugh                                          | Zina Garrison Rick Leach                                          | 4–6, 6–2, 6–3                               |      |
| 1989                                     | Jana Novotná Jim Pugh                                             | Zina Garrison Sherwood Stewart                                    | 6–3, 6–4                                    |      |
| 1988                                     | Jana Novotná Jim Pugh                                             | Martina Navrátilová Tim Gullikson                                 | 5–7, 6–2, 6–4                               |      |
| 1987                                     | Zina Garrison Sherwood Stewart                                    | Anne Hobbs Andrew Castle                                          | 3–6, 7–65, 6–3                              |      |
| Torneio não realizado entre 1970 e 1986. |                                                                   |                                                                   |                                             |      |
| 1969                                     | Margaret Court / Marty Riessen vs. Ann Haydon Jones / Fred Stolle | Margaret Court / Marty Riessen vs. Ann Haydon Jones / Fred Stolle | Final não disputada; o título foi dividido. |      |

### Era amadora
| Ano                                                                       | Campeões                                                        | Vice-campeões                                                   | Resultado                                   | Piso |
| ------------------------------------------------------------------------- | --------------------------------------------------------------- | --------------------------------------------------------------- | ------------------------------------------- | ---- |
| 1968                                                                      | Billie Jean King Dick Crealy                                    | Margaret Smith Court Allan Stone                                | w.o.                                        |      |
| 1967                                                                      | Lesley Turner Bowrey Owen Davidson                              | Judy Tegart Dalton Tony Roche                                   | 9–7, 6–4                                    |      |
| 1966                                                                      | Judy Tegart Dalton Tony Roche                                   | Robyn Ebbern Bill Bowrey                                        | 6–1, 6–3                                    |      |
| 1965                                                                      | Robyn Ebbern / Owen Davidson vs. Margaret Court / John Newcombe | Robyn Ebbern / Owen Davidson vs. Margaret Court / John Newcombe | Final não disputada; o título foi dividido. |      |
| 1964                                                                      | Margaret Court Ken Fletcher                                     | Jan Lehane O'Neill Mike Sangster                                | 6–3, 6–2                                    |      |
| 1963                                                                      | Margaret Court Ken Fletcher                                     | Lesley Turner Bowrey Fred Stolle                                | 7–5, 5–7, 6–4                               |      |
| 1962                                                                      | Lesley Turner Bowrey Fred Stolle                                | Darlene Hard Roger Taylor                                       | 6–3, 9–7                                    |      |
| 1961                                                                      | Jan Lehane O'Neill Bob Hewitt                                   | Mary Carter Reitano John Pearce                                 | 9–7, 6–2                                    |      |
| 1960                                                                      | Jan Lehane O'Neill Trevor Fancutt                               | Mary Carter Reitano Christine Truman                            | 6–2, 7–5                                    |      |
| 1959                                                                      | Sandra Reynolds Price Bob Mark                                  | Renee Schuurman Haygart Rod Laver                               | 4–6, 13–11, 6–1                             |      |
| 1958                                                                      | Mary Bevis Hawton Robert Howe                                   | Angela Mortimer Barrett Peter Newman                            | 9–11, 6–1, 6–2                              |      |
| 1957                                                                      | Fay Muller Mal Anderson                                         | Jill Langley Billy Knight                                       | 7–5, 3–6, 6–1                               |      |
| 1956                                                                      | Beryl Penrose Neale Fraser                                      | Mary Bevis Hawton Roy Emerson                                   | 6–2, 6–4                                    |      |
| 1955                                                                      | Thelma Coyne Long George Worthington                            | Jenny Staley Lew Hoad                                           | 6–2, 6–1                                    |      |
| 1954                                                                      | Thelma Coyne Long Rex Hartwig                                   | Beryl Penrose John Bromwich                                     | 4–6, 6–1, 6–2                               |      |
| 1953                                                                      | Julia Sampson Hayward Rex Hartwig                               | Maureen Connolly Brinker Ham Richardson                         | 6–4, 6–3                                    |      |
| 1952                                                                      | Thelma Coyne Long George Worthington                            | Gwen Thiele Tom Warhurst                                        | 9–7, 7–5                                    |      |
| 1951                                                                      | Thelma Coyne Long George Worthington                            | Clare Proctor Jack May                                          | 6–4, 3–6                                    |      |
| 1950                                                                      | Doris Hart Frank Sedgman                                        | Joyce Fitch Eric Sturgess                                       | 8–6, 6–4                                    |      |
| 1949                                                                      | Doris Hart Frank Sedgman                                        | Joyce Fitch John Bromwich                                       | 6–1, 5–7, 12–10                             |      |
| 1948                                                                      | Nancye Wynne Bolton Colin Long                                  | Thelma Coyne Long Bill Sidwell                                  | 7–5, 4–6, 8–6                               |      |
| 1947                                                                      | Nancye Wynne Bolton Colin Long                                  | Joyce Fitch John Bromwich                                       | 6–3, 6–3                                    |      |
| 1946                                                                      | Nancye Wynne Bolton Colin Long                                  | Joyce Fitch John Bromwich                                       | 6–0, 6–4                                    |      |
| Torneio não realizado entre 1941 e 1945, devido à Segunda Guerra Mundial. |                                                                 |                                                                 |                                             |      |
| 1940                                                                      | Nancye Wynne Bolton Colin Long                                  | Nell Hall Hopman Harry Hopman                                   | 7–5, 2–6, 6–4                               |      |
| 1939                                                                      | Nell Hall Hopman Harry Hopman                                   | Margaret Wilson John Bromwich                                   | 6–8, 6–2, 6–3                               |      |
| 1938                                                                      | Margaret Wilson John Bromwich                                   | Nancye Wynne Bolton Colin Long                                  | 6–3, 6–2                                    |      |
| 1937                                                                      | Nell Hall Hopman Harry Hopman                                   | Dorothy Stevenson Don Turnbull                                  | 3–6, 6–3, 6–2                               |      |
| 1936                                                                      | Nell Hall Hopman Harry Hopman                                   | May Blick Abel Kay                                              | 6–2, 6–0                                    |      |
| 1935                                                                      | Louise Bickerton Christian Boussus                              | Mrs. Bond Vernon Kirby                                          | 1–6, 6–3, 6–3                               |      |
| 1934                                                                      | Joan Hartigan Bathurst Edgar Moon                               | Emily Hood Westacott Ray Dunlop                                 | 6–3, 6–4                                    |      |
| 1933                                                                      | Marjorie Cox Crawford Jack Crawford                             | Marjorie Gladman Van Ryn Elisworth Vines                        | 3–6, 7–5, 13–11                             |      |
| 1932                                                                      | Marjorie Cox Crawford Jack Crawford                             | Meryl O'Hara Wood Jiro Satoh                                    | 6–8, 8–6, 6–3                               |      |
| 1931                                                                      | Marjorie Cox Crawford Jack Crawford                             | Emily Hood Westacott Aubrey Willard                             | 7–5, 6–4                                    |      |
| 1930                                                                      | Nell Hall Hopman Harry Hopman                                   | Marjorie Cox Crawford Jack Crawford                             | 11–9, 3–6, 6–3                              |      |
| 1929                                                                      | Daphne Akhurst Cozens Edgar Moon                                | Marjorie Cox Crawford Jack Crawford                             | 6–0, 7–5                                    |      |
| 1928                                                                      | Daphne Akhurst Cozens Jean Borotra                              | Esna Boyd Robertson John Hawkes                                 | w.o.                                        |      |
| 1927                                                                      | Esna Boyd Robertson John Hawkes                                 | Youtha Anthony Jim Willard                                      | 6–1, 6–3                                    |      |
| 1926                                                                      | Esna Boyd Robertson John Hawkes                                 | Daphne Akhurst Cozens Jim Willard                               | 6–2, 6–4                                    |      |
| 1925                                                                      | Daphne Akhurst Cozens Jim Willard                               | Sylvia Lance Harper Bob Schlesinger                             | 6–4, 6–4                                    |      |
| 1924                                                                      | Daphne Akhurst Cozens Jim Willard                               | Esna Boyd Robertson Garton Hone                                 | 6–3, 6–4                                    |      |
| 1923                                                                      | Sylvia Lance Harper Horace Rice                                 | Margaret Molesworth Bert St. John                               | 2–6, 6–4, 6–4                               |      |
| 1922                                                                      | Esna Boyd Robertson John Hawkes                                 | Lorna Utz Harold Utz                                            | 6–1, 6–1                                    |      |

Pisos: 
      Duro 
      Saibro 
      Grama 
      Carpete 